# Beltbrug
De Beltbrug (brug 324) is een brug in Amsterdam-West
De verkeersbrug verbindt de Tweede Hugo de Grootstraat met de Jan van Galenstraat in de s105 en overspant de Kostverlorenvaart. Vanaf de brug is houtzaagmolen De Otter goed zichtbaar. Vlak ten noordwesten van de brug ligt de Buysbrug, een voetgangers- en fietsersbrug.
De brug is genoemd naar de gemeentelijke Centrale Asch- en Vuilnisbelt die in 1888 werd geopend op grondgebied van de gemeente Sloten. In 1896 werd dit gebied door Amsterdam geannexeerd.

## Geschiedenis
De Beltbrug werd in 1932/1933 gebouwd als een basculebrug, hij verving een smalle dubbele ophaalbrug uit 1888. Er was ter plekke ook een kabelpontje dat voer tussen de Buyskade en de overkant van de Kostverlorenvaart. De nieuwe verkeersbrug werd opgeleverd met tramrails voor een geplande gemeentelijke tramlijn die hier echter nooit zou rijden. De rails zijn  weer verwijderd. Ontwerper van de brug was de Amsterdamse School architect Piet Kramer. De gemetselde delen zijn opgetrokken uit gele baksteen en blokken natuursteen. Er is enig decoratief beeldhouwwerk, maar geen beelden of siersmeedijzeren balustrades. Opmerkelijk is het brugwachtershuisje. Dit is, net als het andere metselwerk, uitgevoerd in lichtgele baksteen en de vorm is hoekig. Het zou daardoor beter aansluiten bij de woningen in de nabije wijk Landlust die omstreeks dezelfde tijd werd gebouwd. De brug werd opgeleverd met zeer zware plaatijzeren deuren en houten planken als rijdek. Beide verdwenen in de loop der jaren, de deuren in de jaren 1970. Toen de houten rijdekken werden vervangen moest het contragewicht verzwaard worden. De brug had vaak reparatie nodig, in de zomer van 2007 werd hij ten slotte grondig gerenoveerd. De rijweg werd enige tijd afgesloten voor gemotoriseerd verkeer terwijl voor voetgangers en fietsers een noodbrug werd aangelegd. Op 30 oktober 2007 werd de brug aangevaren door het motorvrachtschip 'Vincent' dat daarbij de stuurhut verloor. De brug liep alleen verfschade op.

## Bediening
Tot 2017 werd de brug door een brugwachter bediend. In dat jaar is electronica aangelegd om bediening op afstand mogelijk te maken. Het brugwachtershuis werd verkocht aan een hotelketen. De automatisering bleek niet te werken, de Beltbrug wordt sindsdien bediend door een medewerker van Waternet die zich ter plekke begeeft om de brug te openen.

## Openbaar vervoer
Jarenlang reden de buslijnen 14/33 en 21 over de brug evenals een aantal streeklijnen van Centraal Nederland, Enhabo en NZH. In 2024 rijden hier bus 18 en bus 80 van Connexxion.

## Afbeeldingen

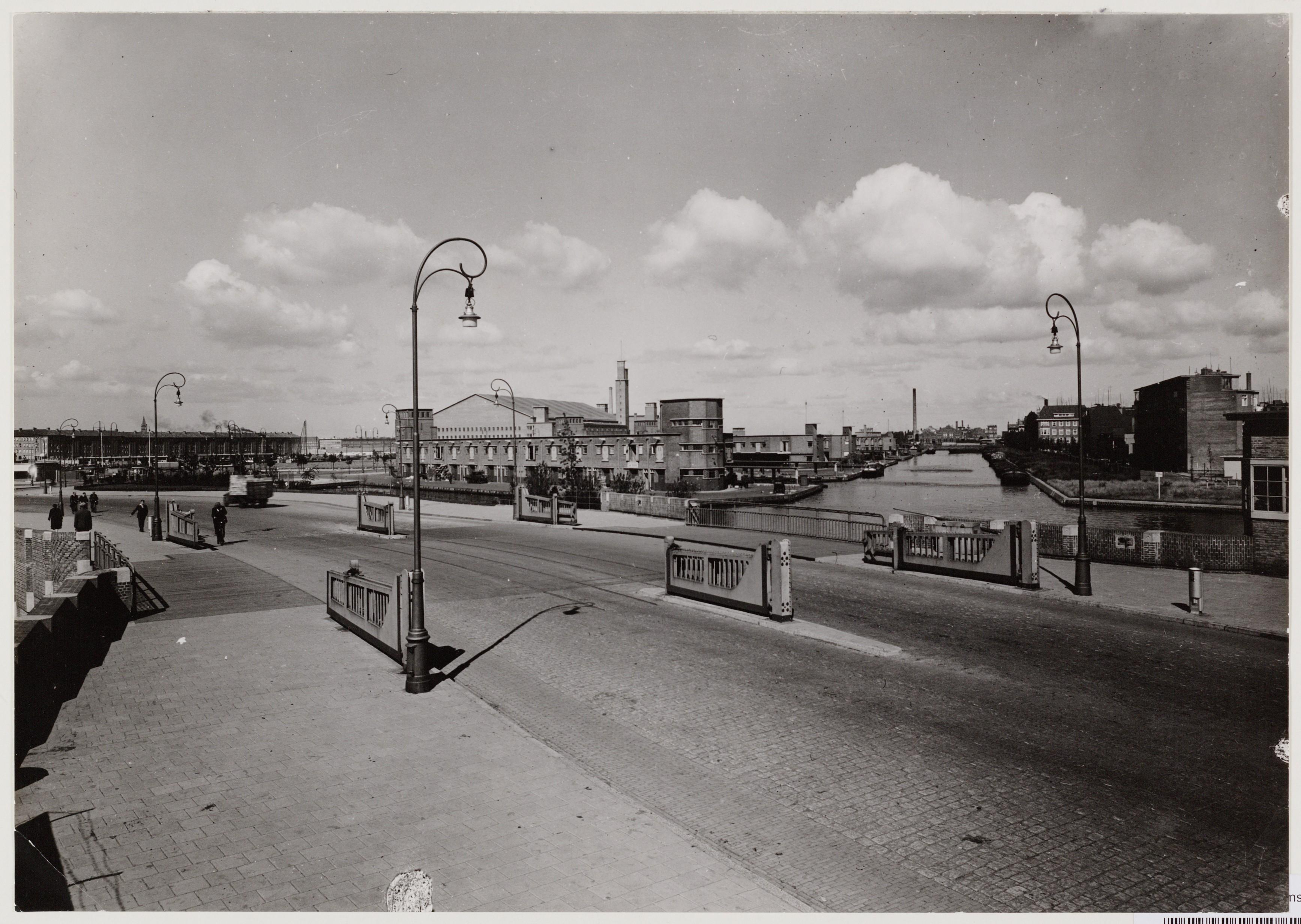
De brug kort na oplevering
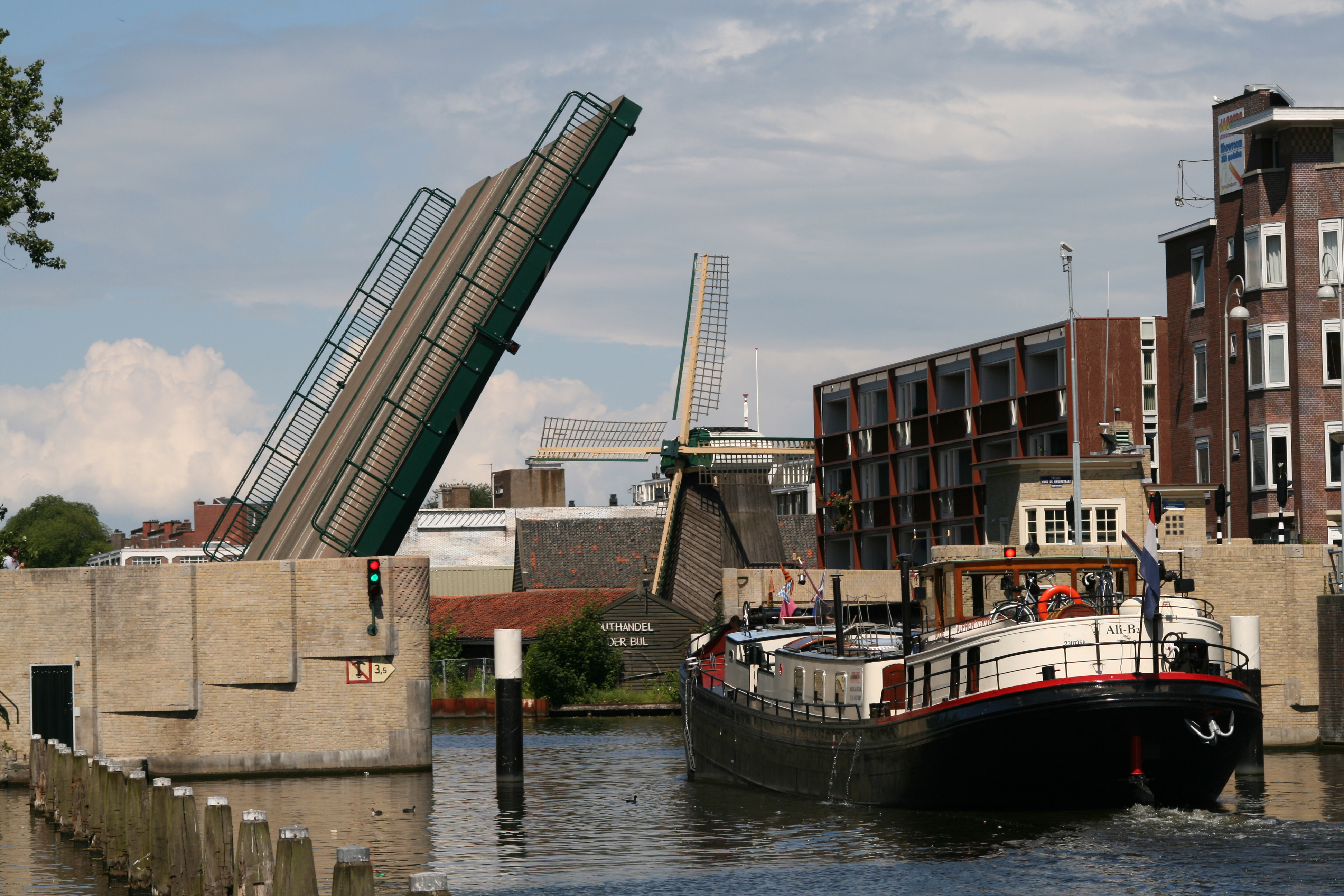
Beltbrug open
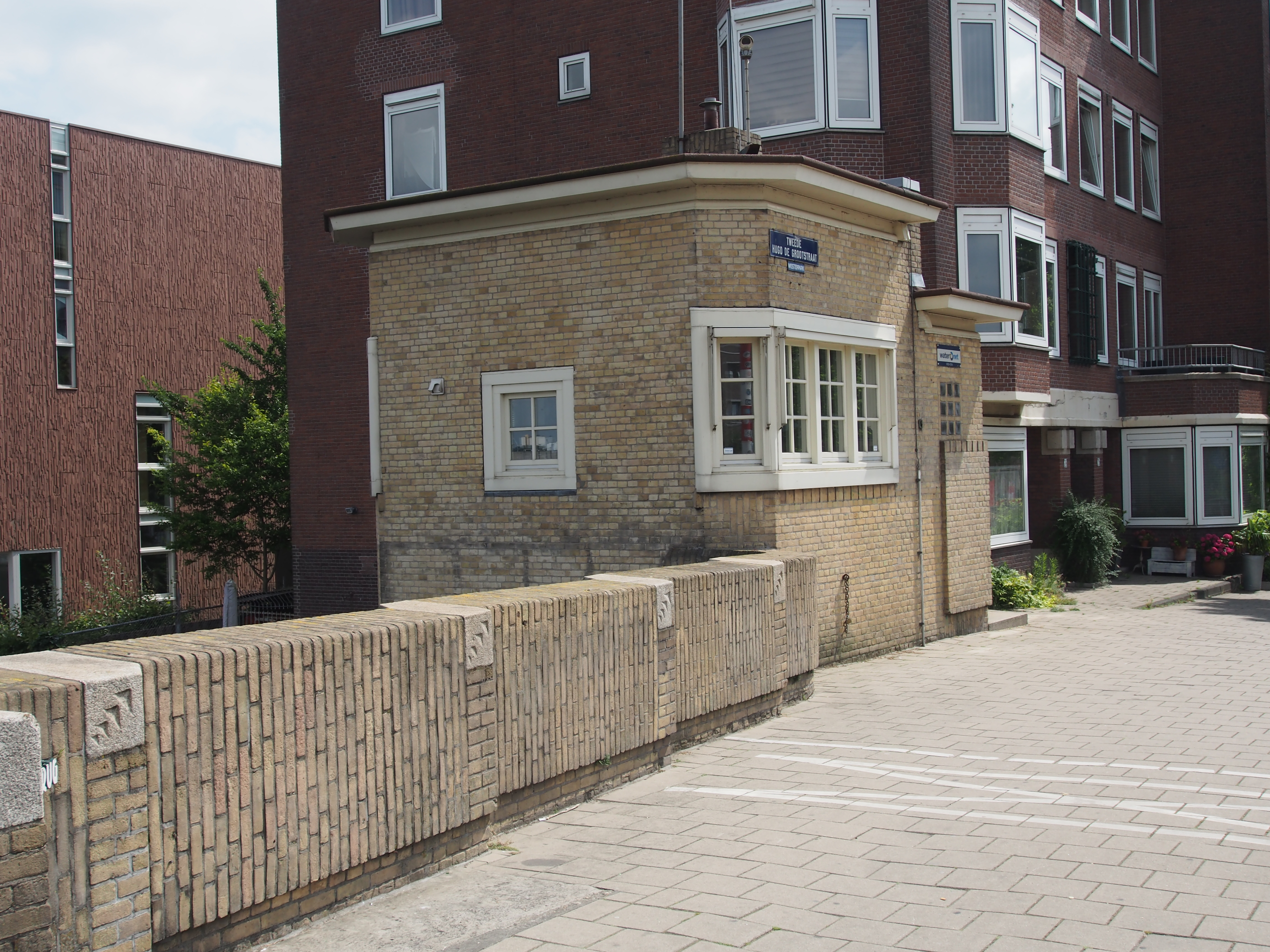
Brughuisje
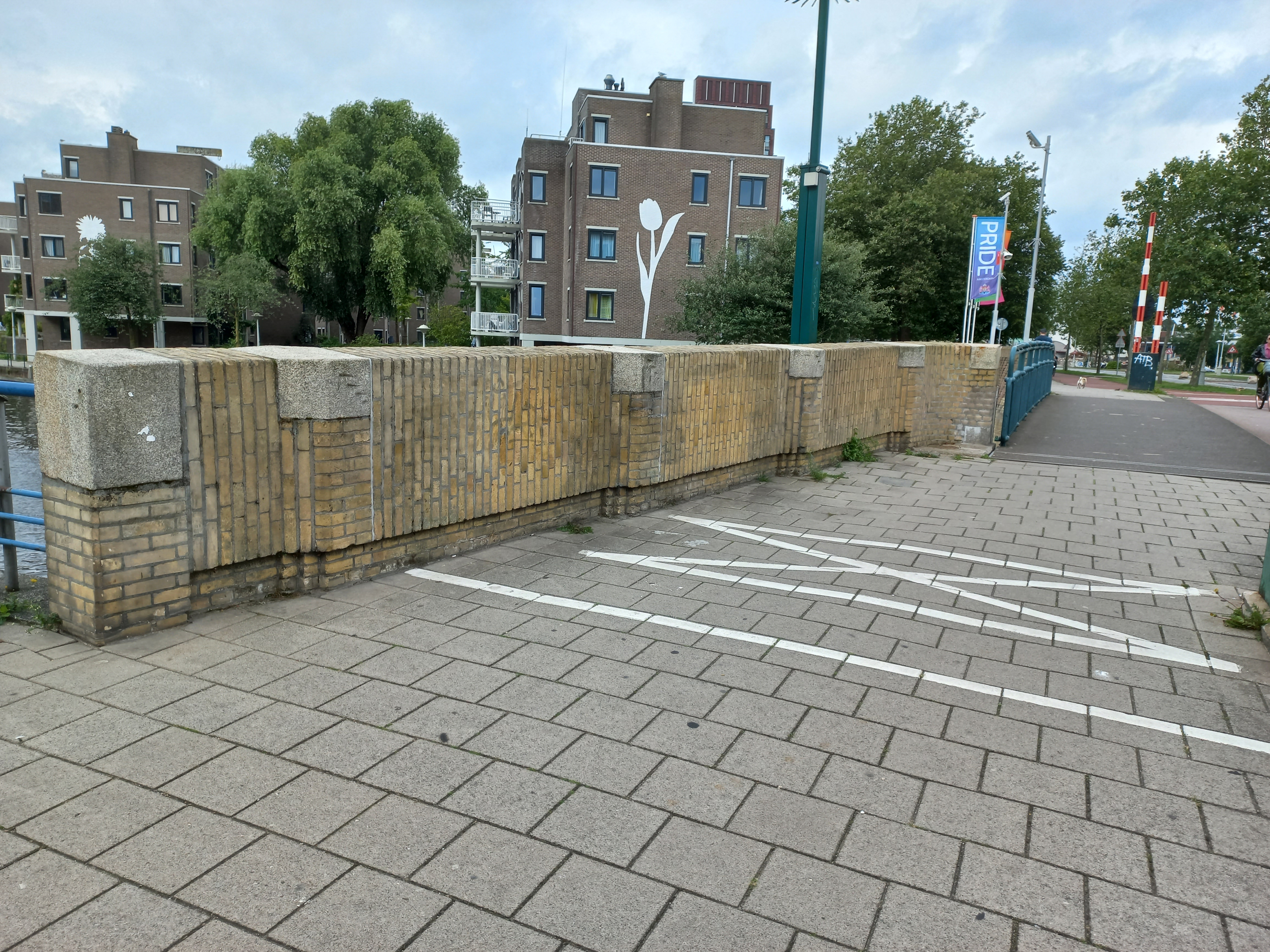
Zuidkant
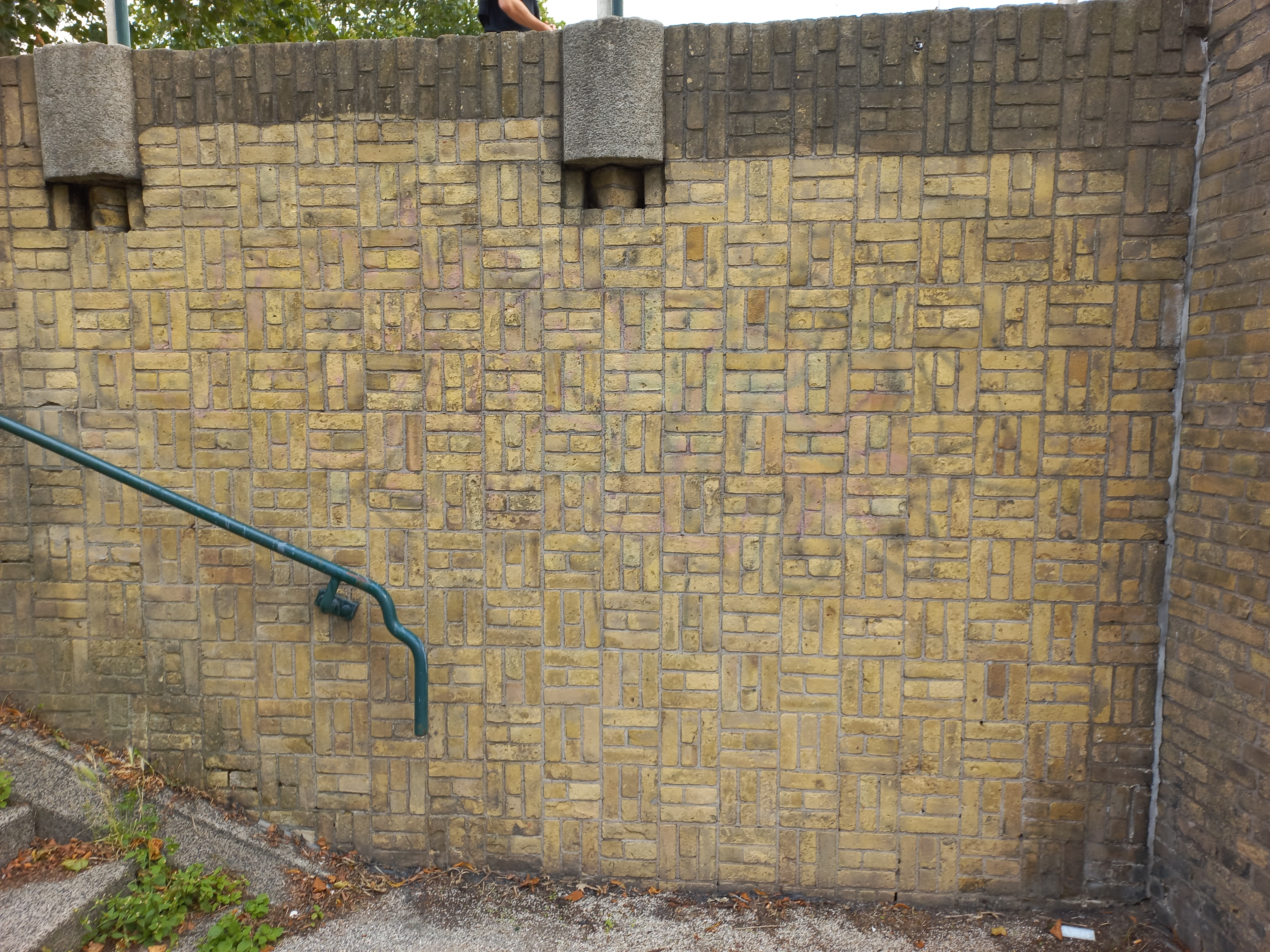
Metselwerk